# Kumano Nachi Taisha
Kumano Nachi Taisha (in giapponese 熊野那智大社) è un santuario shintoista situato a Nachikatsuura nella prefettura di Wakayama, in Giappone. Il santuario è stato dichiarato nel luglio 2004 patrimonio dell'UNESCO in quanto parte integrante dei Siti sacri e vie dei pellegrini nella penisola di Kii.